# Аллан, Кит
Кит Аллан (англ. Keith Allan; род. 7 января 1969, Сакраменто, Калифорния, США) — американский телевизионный актёр и сценарист, наиболее известный по роли Мёрфи в сериале «Нация Z».

## Биография
Родился и вырос в Сакраменто, штат Калифорния. Окончил Американскую академию драматического искусства.

## Карьера
Дебютировал в 2000 году на телевидении, снимался в эпизодах телесериалов «Зачарованные», «Баффи — истребительница вампиров», «C.S.I.: Место преступления», «Звёздный путь: Энтерпрайз», «Клиника» и многих других.
В 2011 Аллан выступил режиссёром, продюсером и сценаристом к фильму ужасов «11/11/11», который вышел сразу на DVD. Сам фильм являлся мокбастером к «11-11-11», и получил крайне негативные отзывы.
В 2012 Аллан написал сценарий к боевику «Восстание зомби», а в 2013 стал автором сценария для телефильма ужасов «Ночь зомби», в обоих он также играл второстепенные роли. В 2014 актёр сыграл одну из главных ролей в сериале «Нация Z» и получил первую известность.

## Фильмография
| Год       |     | Русское название                 | Оригинальное название                 | Роль                                 |
| --------- | --- | -------------------------------- | ------------------------------------- | ------------------------------------ |
| 2000      | с   | Зачарованные                     | Charmed                               | ассистент #2 (1 эпизод)              |
| 2000      | с   | Уилл и Грейс                     | Will & Grace                          | фотограф (1 эпизод)                  |
| 2000      | с   | Баффи — истребительница вампиров | Buffy the Vampire Slayer              | душевнобольной (1 эпизод)            |
| 2002      | с   | C.S.I.: Место преступления       | CSI: Crime Scene Investigation        | модный фотограф (1 эпизод)           |
| 2002      | с   | Звёздный путь: Энтерпрайз        | Enterprise                            | командир Раан (1 эпизод)             |
| 2003      | с   | Прочная сеть                     | Dragnet                               | Уиллард (1 эпизод)                   |
| 2004      | с   | За что тебя люблю                | What I Like About You                 | Омар (2 эпизода)                     |
| 2006      | с   | Клиника                          | Scrubs                                | бармен (1 эпизод - 5 сезон 22 серия) |
| 2006      | с   | Рядом с домом                    | Close to Home                         | Марк Шейл (1 эпизод)                 |
| 2008      | ф   | Американская сказка              | An American Carol                     | поющий мужчина на плантации          |
| 2009      | ф   | Прекрасный сон                   | The Perfect Sleep                     | Великий Инквизитор                   |
| 2009      | с   | Волшебники из Вэйверли Плэйс     | Wizards of Waverly Place              | Уолли (1 эпизод)                     |
| 2010      | с   | Биг Тайм Раш                     | Big Time Rush                         | уличный торговец (1 эпизод)          |
| 2011      | с   | Виктория-победительница          | Victorious                            | Майкл (1 эпизод)                     |
| 2012      | в   | Опасный рейс                     | Air Collision                         | боец SEAL №2                         |
| 2012      | с   | Безумцы                          | Mad Men                               | Стивен Чейз (1 эпизод)               |
| 2012      | ф   | Восстание зомби                  | Rise of the Zombies                   | Тэш (также сценарист)                |
| 2012      | с   | Не верь с*** из квартиры 23      | Don't Trust the B---- in Apartment 23 | Питер (1 эпизод)                     |
| 2013      | тф  | Ночь зомби                       | Zombie Night                          | мародёр (также сценарист)            |
| 2014—2018 | с   | Нация Z                          | Z Nation                              | Альвин Бернард Мёрфи (главная роль)  |
| 2015      | ф   | Убей меня беспощадно             | Kill Me, Deadly                       | Дьюи                                 |
| 2017      | кор | Чёрная железа                    | The Black Ghiandola                   | Джонатан Кинг                        |
| 2018      | с   | Хороший доктор                   | The Good Doctor                       | Тай Дарби (1 эпизод)                 |
| 2020      | с   | Стамптаун                        | Stumptown                             | Тим Скотт (1 эпизод)                 |